# Dyro
Джорді ван Егмонд (нар. 22 квітня 1992 року) — нідерландський діджей, більш відомий під псевдонімом «Dyro». З 2010 року він випустив сингли та ремікси на таких лейблах, як Reveald Recordings, Musical Freedom і Def Jam. В 2013 році Dyro співпрацював з Tiësto, результатом чого став трек під назвою «Paradise». Також, в цьому ж році Джорді випустив колаборацію з Hardwell, під назвою «Never Say Goodbye». 2013 рік виявився дуже успішним для Dyro. Саме в цьому році, Джорді вперше потрапив до найпопулярнішого рейтингу DJ Mag Top 100, посівши 30 місце. 2014-го і 2015-го він знову опинився в списку ТОП 100, займаючи 27-му позицію.
В 2011 році Джорді підписав контракт з лейблом Reveald Recordings, власником якого є Hardwell. Згодом він був учасником таких відомих фестивалів електронної музики, як: Electric Zoo (2013 і 2014 рік), Barbarella (2014 рік), Future Music Festival (2014 рік). В 2014 році Dyro заснував свій незалежний лейбл — Wolv Records. На даному лейблі, Джорді випускає не тільки свої власні релізи, але й релізи багатьох молодих талановитих продюсерів. З 2013 року Джорді запустив своє власне радіо-шоу — Daftastic Radio, а згодом, після заснування лейблу Wolv Records, назву радіо-шоу змінили на Wolv Radio.

## Музична кар'єра

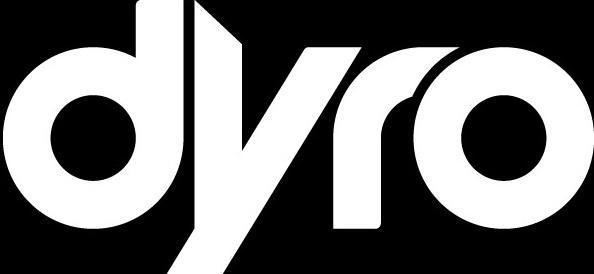
Dyro Logo

### Початок кар'єри і перші релізи
Джорді ван Егмонд народився 22 квітня 1992 року в голландському місті — Лейден. Він почав вивчати FL Studio і створювати музику в своїй кімнаті, використовуючи псевдонім «Dyro». Спочатку Джорді запримітив Laidback Luke, а згодом Dyro став одним з перших молодих продюсерів, хто підписав контракт з лейблом Reveald Recordings, який був заснований його другом Роббертом ван де Корпутом, більш відомим як Hardwell. В 2011 році Dyro випустив свій перший реліз на Reveald Recordings під назвою «Daftastic» і в цей же час Джорді встиг випустити свої релізи на таких відомих лейблах, як Mixmash Records, Spinnin' Records і Strictly Rhythm. В 2012 році Джорді відмітився черговим релізом «Top of the World», але цього разу на лейблі Afrojack — Wall Recordings. Даний трек Afrojack дуже часто використовував у своїх виступах.

### Ранні тури та радіо-шоу
В той час, як в Джорді починалися гастролі та виступи, паралельно він продовжував вивчати інженерну справу в коледжі і йому приходилось повертатись додому для здачі іспитів. Гастролювати Dyro почав в 2013 році, взявши участь у «Hardwell presents Revealed: Canadian Bus Tour», приєднавшись до Hardwell і Dannic. Даний автобусний тур складався з 20 дат для виступів в відомих канадських клубах, таких як The Guvernment in Toronto і ін. Пізніше Dyro, Dannic і Hardwell відправились в черговий тур — Reveald North American Tour, який відбувся влітку 2013 року. Під час гастролей Джорді продовжував випускати нові треки та ремікси. В червні 2013 року Hardwell включив в свою компіляцію «Hardwell presents Reveald Volume 4» два треки Джорді. Також Джорді порадував своїх фанатів новим реміксом на трек «Wilkinson — Afterglow», реліз якого вийшов в жовтні 2013 року. Крім того, в цьому ж році, світ побачила перша колаборація Dyro і Hardwell під назвою «Never Say Goodbye».
Джорді співпрацював з Tiesto над треком «Paradise», який був включений в компіляцію Тайса під назвою «Club Life: Volume Three Stockholm». В 2013 році Джорді відіграв свій гостьовий мікс в радіошоу Tiësto's Club Life on Radio 538. Також у 2013 році Dyro увійшов до рейтингу DJ Mag Top 100 DJs, посівши 30-ту позицію (найвища позиція нового учасника рейтингу у 2013 році). У 2015 Dyro разом з Conro та вокалісткою Envy Monroe випустили новий реліз «Bittersweet» на лейблі Reveald Recordings.

### Релізи та сингли на лейблі WOLV

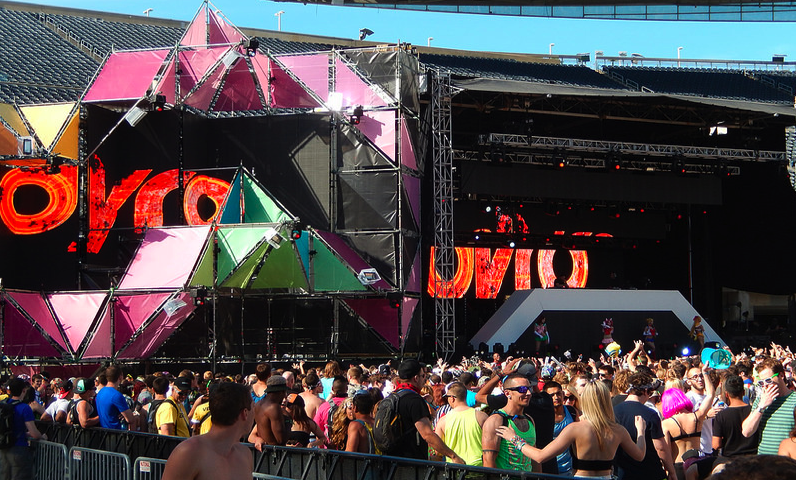
Виступ Dyro на Spring Awakening 14 червня 2014 року в Чикаго

З 2012 року деякі треки Dyro потрапили на Beatport, а один з них потрапив до Beatport Top 10. Це був трек під назвою «Calling Out». На початку 2014 року Джорді, в честь виходу його нового треку «Black Smoke» організував сольний тур, а перед цим приєднався до Future Music Festival tour. Згодом Dyro виступав на Ultra Music Festival в Маямі, а в квітні 2014 розпочав черговий тур — Reveald bus tour, разом з Dannic і Hardwell. Цього разу тріо відправилось гастролювати в Сполучені Штати Америки. Джорді разом з Dannic організували свою власну вечірку під назвою Radical, в честь випущеної
спільної однойменної колаборації.
В серпні 2014 року Dyro заснував свій власний лейбл — Wolv Records. Першим релізом на даному лейблі став трек Джорді під назвою «Wolv». Поціновувачі електронної музики досить добре зустріли даний реліз. Billboard охарактеризував його «динамічним треком, в якому поєднуються big room, electro та acid techno». Другим релізом Джорді на власному лейблі став ремікс на трек «Bali Bandits — Welcome». Третій реліз «Against All Odds» побачив світ в жовтні 2014 року.
На початку жовтня 2014 року, Джорді спільно з проектом Bassjackers відправився в Dyro & Bassjackers Present X Tour. Даний тур завершився 15 грудня цього ж року. Якраз в цей день Dyro і Bassjackers випустили на лейблі Wolv Records свою колаборацію, під назвою «Х». Разом з Dannic і Martin Garrix, Dyro був ключовим доповідачем на заходах Kickstart Your Career і The New Breed, які проводились під час Amsterdam Dance Event в 2014 році. Також, в 2014 Джорді посів 27 місце в рейтингу DJ Mag Top 100 DJs.
В 2014 і 2015 роках Dyro був хедлайнером вечірок, які проводились в відомих клубах, таких як LIV в Маямі та Ministry of Sound в Лондоні. Також в цих же роках, Джорді виступав на головних сценах таких відомих фестивалів, як Dance Valley, Electric Zoo, TomorrowWorld, Spring Awakening, Creamfields і EDC Las Vegas. Після двох років існування свого власного радіошоу Daftastic radio, Джорді внаслідок створення свого власного лейблу вирішив змінити назву радіошоу на WOLV Radio. WOLV Radio транслюється на Bigfish Radio на Філіппінах, а також близько на 30 радіостанцій по всьому світу.

## WOLV Records
Влітку 2014 Dyro заснував свій незалежний лейбл — WOLV, на якому випускає не тільки свій власний матеріал, але й релізи молодих перспективних продюсерів/проектів. Продюсери та вокалісти станом на 2016 рік, які підписані на лейбл WOLV: Bali Bandits, Bassjackers, Loopers, Naten, Conro, Juicy Trax, Switch Off, D.O.D, Joe Luis, Row Rocka, Prism, Sam O Neall, Funkz, Goja, Tom Ferro, Crossnaders, NDS, Bloqshot, Sam Lamar, Awoltalk, Gorilla Bass, Roostz, Jordy Dazz, Dynamite MC and Le Prince.

## Нагороди та номінації
| Рік  | Нагорода           | Номінант | Категорія   | Результат |
| ---- | ------------------ | -------- | ----------- | --------- |
| 2013 | DJ Magazine Awards | Dyro     | Top 100 DJs | 30        |
| 2014 | DJ Magazine Awards | Dyro     | Top 100 DJs | 27        |
| 2015 | DJ Magazine Awards | Dyro     | Top 100 DJs | 27        |

## Дискографія

### EPs
| Рік  | Назва альбому     | Деталі релізу                                                   |
| ---- | ----------------- | --------------------------------------------------------------- |
| 2011 | Dirty Mind EP     | - Дата релізу: 29 червня 2011 - Лейбл: Grapevine                |
| 2011 | Metaphor/Magno EP | - Дата релізу: 5 грудня 2011 - Лейбл: Revealed Recordings (024) |
| 2016 | Set Me Free EP    | - Дата релізу: 22 лютого 2016 - Лейбл: WOLV Records (024)       |

### Компіляції
| Рік  | Назва                                               | Деталі                                                       |
| ---- | --------------------------------------------------- | ------------------------------------------------------------ |
| 2011 | Talent Revealed, Vol. 1 (with KURA and Luke R)      | - Дата релізу: 7 листопада 2011 - Лейбл: Revealed Recordings |
| 2012 | The Sound Of Revealed 2012 (mixed by Dannic & Dyro) | - Дата релізу: 7 грудня 2012 - Лейбл: Revealed Recordings    |
| 2015 | WOLVPACK, Vol. 1 (mixed by Jordy van Egmond)        | - Дата релізу: 9 жовтня 2015 - Лейбл: WOLV Records           |

### Сингли
| Рік  | Назва                                                 | Альбом                                   | Label             | Місце в чартах | Місце в чартах | Місце в чартах | Місце в чартах | Місце в чартах |
| Рік  | Назва                                                 | Альбом                                   | Label             | BEL            | US Dance       | NL             | UK             | UK Dance       |
| ---- | ----------------------------------------------------- | ---------------------------------------- | ----------------- | -------------- | -------------- | -------------- | -------------- | -------------- |
| 2011 | «Dirty Mind»                                          | Сингл                                    | Grapevine Grooves | —              | —              | —              | —              | —              |
| 2011 | «Meat Lover»                                          | Сингл                                    | Suit Records      | —              | —              | —              | —              | —              |
| 2011 | «Klav»                                                | Сингл                                    | Mishmash Records  | —              | —              | —              | —              | —              |
| 2011 | «Wrecked»                                             | Сингл                                    | Amsterdam Massive | —              | —              | —              | —              | —              |
| 2011 | «AMP»                                                 | Сингл                                    | Amsterdam Massive | —              | —              | —              | —              | —              |
| 2011 | «South Avenue»                                        | Сингл                                    | Grapevine Grooves | —              | —              | —              | —              | —              |
| 2011 | «Daftastic»                                           | Сингл                                    | Revealed          | —              | —              | —              | —              | —              |
| 2011 | «Metaphor»                                            | Сингл                                    | Revealed          | —              | —              | —              | —              | —              |
| 2011 | «Magno»                                               | Сингл                                    | Revealed          | —              | —              | —              | —              | —              |
| 2012 | «EMP» (with Jacob Van Hage)                           | Сингл                                    | Smash the House   | —              | —              | —              | —              | —              |
| 2012 | «Raid» (with Rene Kuppens)                            | Сингл                                    | Revealed          | —              | —              | —              | —              | —              |
| 2012 | «Saeta»                                               | Сингл                                    | Bazooka Records   | —              | —              | —              | —              | —              |
| 2012 | «Monster Talk» (with Loopers)                         | Сингл                                    | Mixmash Records   | —              | —              | —              | —              | —              |
| 2012 | «Paradox»                                             | Сингл                                    | Revealed          | —              | —              | —              | —              | —              |
| 2012 | «Top of the World» (with Ansol)                       | Сингл                                    | Spinnin' Records  | —              | —              | —              | —              | —              |
| 2012 | «Sky High» (with Amba Shepherd)                       | Сингл                                    | Strictly Rhythm   | —              | —              | —              | —              | —              |
| 2013 | «Paradise» (Original Mix) (with Tiësto)               | Club Life: V. 3 Stockholm                | Musical Freedom   | —              | —              | —              | —              | —              |
| 2013 | «Grid» (with Bassjackers)                             | Сингл                                    | Spinnin' Records  | —              | —              | —              | —              | —              |
| 2013 | «Go Down»                                             | Сингл                                    | Revealed          | —              | —              | —              | —              | —              |
| 2013 | «You Gotta Know» (ft.Radboud)                         | Сингл                                    | Revealed          | —              | —              | —              | —              | —              |
| 2013 | «Never Say Goodbye» (with Hardwell ft. Bright Lights) | Сингл/ Hardwell presents 'Revealed V. 4' | Revealed          | 20             | —              | —              | —              | —              |
| 2013 | «Leprechauns & Unicorns»                              | Сингл/ Hardwell presents 'Revealed V. 4' | Revealed          | —              | —              | —              | —              | —              |
| 2014 | «Wolv»                                                | Сингл                                    | WOLV              | —              | —              | —              | —              | —              |
| 2014 | «Black Smoke»                                         | Сингл                                    | Revealed          | —              | —              | —              | —              | —              |
| 2014 | «Radical» (with Dannic)                               | Сингл                                    | Revealed          | —              | —              | —              | —              | —              |
| 2014 | «Black Smoke»                                         | Сингл                                    | Revealed          | —              | —              | —              | —              | —              |
| 2014 | «Calling Out» (ft. Ryder)                             | Сингл                                    | Revealed          | —              | —              | —              | —              | —              |
| 2014 | «Sounds Like»                                         | Сингл                                    | Revealed          | —              | —              | —              | —              | —              |
| 2014 | «Against All Odds» (with Dynamite MC)                 | Сингл                                    | WOLV              | —              | —              | —              | —              | —              |
| 2014 | «X» (with Bassjackers)                                | Сингл                                    | WOLV              | —              | —              | —              | —              | —              |
| 2015 | «Bittersweet» (with Conro ft. Envy Monroe)            | Сингл                                    | Revealed          | —              | —              | —              | —              | —              |
| 2015 | «Pure Noise»                                          | Сингл                                    | WOLV              | —              | —              | —              | —              | —              |
| 2015 | «Foxtrot»                                             | Сингл                                    | WOLV              | —              | —              | —              | —              | —              |
| 2015 | «Jack It Up» (with Loopers)                           | Сингл                                    | WOLV              | —              | —              | —              | —              | —              |